# Pedra do Indaiá
Pedra do Indaiá este un oraș în Minas Gerais (MG), Brazilia.